# Henriettea punctata
Henriettea punctata är en tvåhjärtbladig växtart som först beskrevs av Griseb, och fick sitt nu gällande namn av Manuel Gómez de la Maza y Jiménez. Henriettea punctata ingår i släktet Henriettea och familjen Melastomataceae. IUCN kategoriserar arten globalt som sårbar. Inga underarter finns listade i Catalogue of Life.